# Jakob Seibert
Jakob Seibert (* 3. Februar 1939 in Pirmasens) ist ein deutscher Althistoriker.
Jakob Seibert studierte Klassische Philologie, Geschichte und Klassische Archäologie an den Universitäten Mainz und Würzburg. 1963 promovierte er in Würzburg mit der Arbeit Metropolis und Apoikie. Historische Beiträge zur Geschichte ihrer gegenseitigen Beziehungen und legte das 1. Staatsexamen ab. 1969 folgte die Habilitation an der Ludwig-Maximilians-Universität München zum Thema Untersuchungen zur Geschichte Ptolemaios’ I. Anschließend war er zunächst Privatdozent, dann ab 1975 außerplanmäßiger und ab 1978 außerordentlicher Professor in München. Er ist seit 2004 pensioniert.
Seibert gilt als Fachmann für die hellenistische Zeit, vor allem für Alexander den Großen und die Diadochen. Zudem beschäftigt er sich mit der Geschichte der griechisch-persischen Beziehungen und den Punischen Kriegen, besonders der Biografie Hannibals. Des Weiteren interessiert er sich für antike Militärgeschichte.

## Schriften (Auswahl)
- Alexander der Große (= Erträge der Forschung. Band 10). Wissenschaftliche Buchgesellschaft, Darmstadt 1972, ISBN 3-534-04492-4.
- Die politischen Flüchtlinge und Verbannten in der griechischen Geschichte. Wissenschaftliche Buchgesellschaft, Darmstadt 1979.
- Das Zeitalter der Diadochen (= Erträge der Forschung. Band 185). Wissenschaftliche Buchgesellschaft, Darmstadt 1983, ISBN 3-534-04657-9.
- als Herausgeber: Hellenistische Studien. Gedenkschrift für Hermann Bengtson (= Münchener Arbeiten zur Alten Geschichte. Band 5). Edition Maris, München 1991, ISBN 3-925801-10-3.
- Hannibal. Wissenschaftliche Buchgesellschaft, Darmstadt 1993, ISBN 3-534-12029-9.
- Forschungen zu Hannibal. Wissenschaftliche Buchgesellschaft, Darmstadt 1993, ISBN 3-534-12091-4.
- Hannibal. Feldherr und Staatsmann (= Zaberns Bildbände zur Archäologie). Zabern, Mainz 1997, ISBN 3-8053-1800-6.
- als Herausgeber: 100 Jahre Alte Geschichte an der Ludwig-Maximilians-Universität München (1901–2001) (= Ludovico Maximilianea. Forschungen. Band 19). Duncker und Humblot, Berlin 2002, ISBN 3-428-10875-2.